# Jan Marek (hokeista)
Jan Marek (ur. 31 grudnia 1979 w Jindřichovym Hradcu, zm. 7 września 2011 w Jarosławiu) – czeski hokeista, reprezentant Czech.

## Kariera
- Vajgar Jindřichův Hradec (1997–1998)
- HC Oceláři Trzyniec (1998–2003)
  -  HC Slezan Opava (2000)
  -  Vajgar Jindřichův Hradec (2000)
- Sparta Praga (2003–2006)
- Mietałłurg Magnitogorsk (2006–2010)
- CSKA Moskwa (2010–2011)
- Atłant Mytiszczi (2011)
- Łokomotiw Jarosław (2011)

Uczestniczył w turniejach mistrzostw świata w 2007, 2009, 2010, 2011.

## Sukcesy

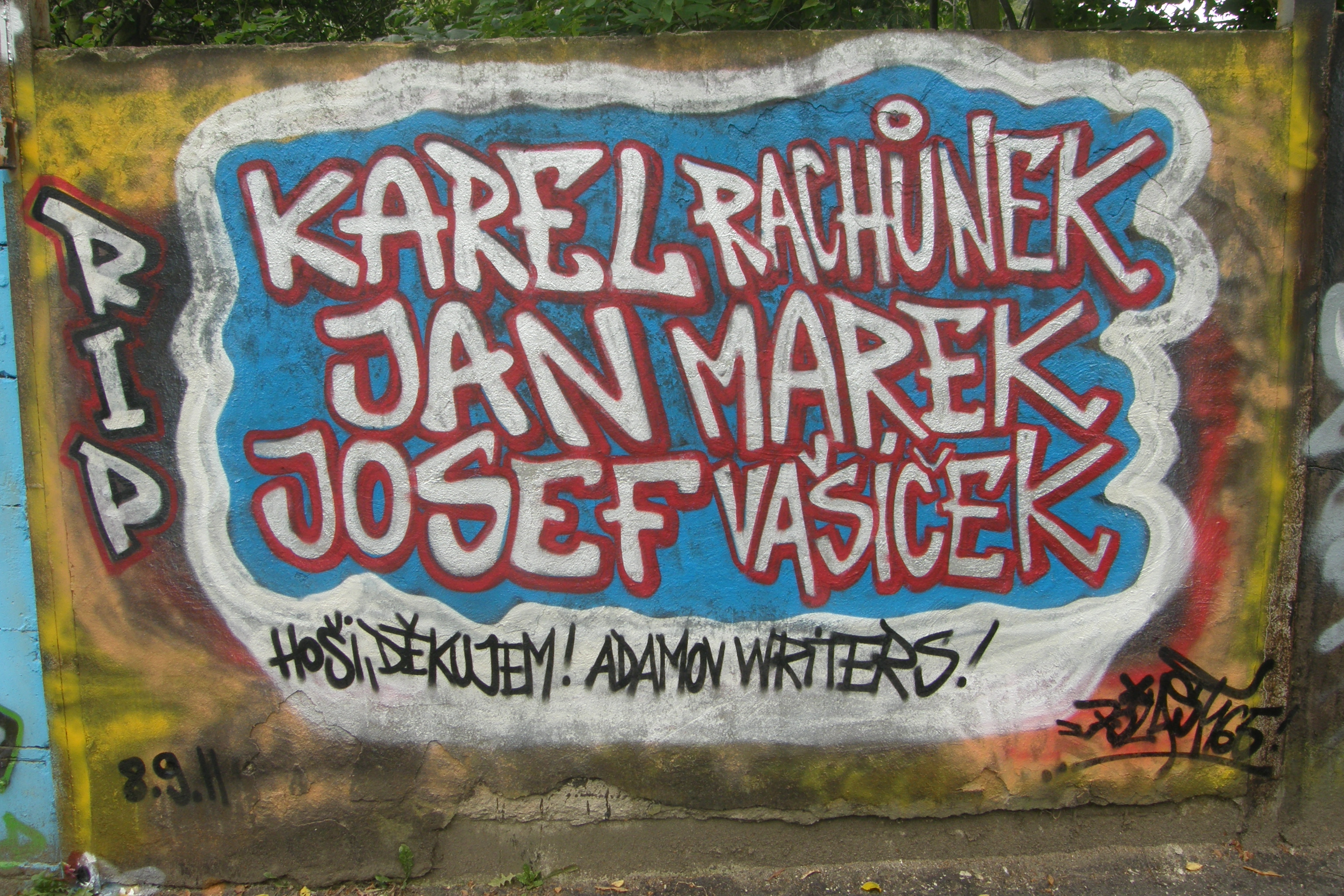
Graffiti w Adamovie w Czechach poświęcone Vašíčkowi oraz dwóm innym czeskim hokeistom - ofiarom katastrofy lotniczej w 2011, Karelowi Rachůnkowi i Josefowi Vašíčkowi

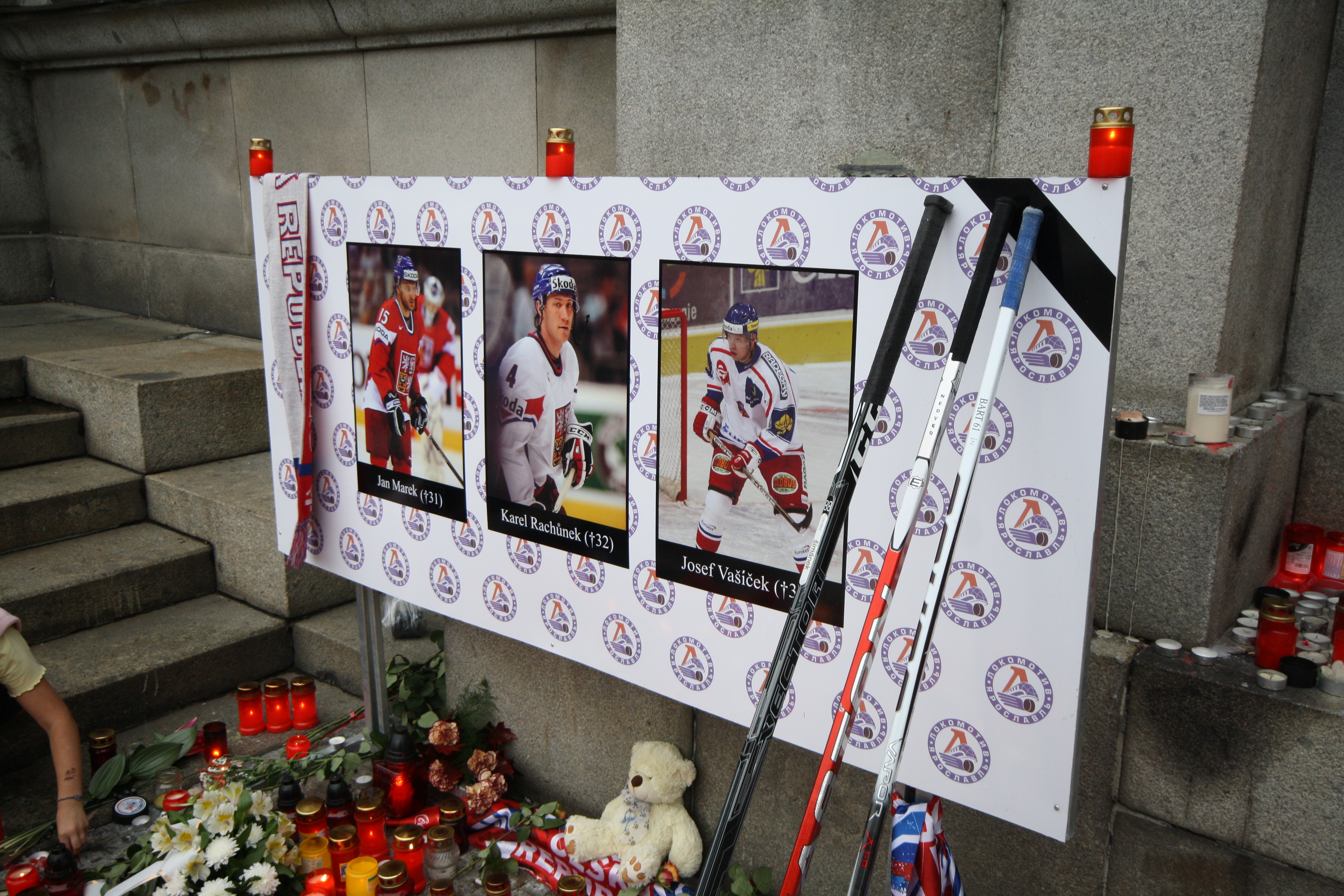
Plansza w Libercu upamiętniająca trzech czeskich hokeistów, ofiary katastrofy lotniczej w 2011

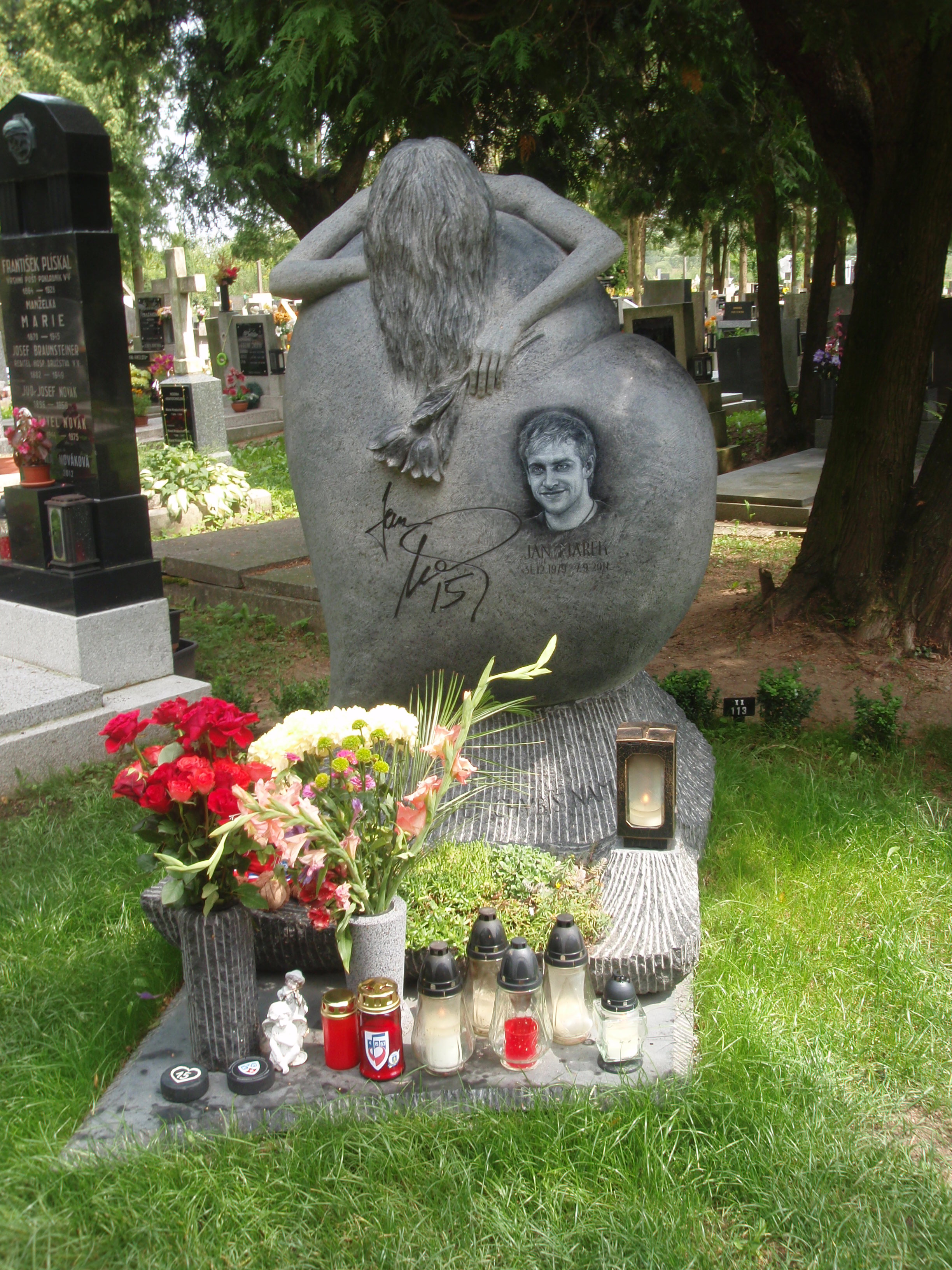
Grób Jana Marka w Jindřichovym Hradcu

Reprezentacyjne
- Złoty medal mistrzostw świata: 2010
- Brązowy medal mistrzostw świata: 2011

Klubowe
- Brązowy medal mistrzostw Czech: 1999 z Oceláři Trzyniec, 2004 ze Spartą Praga
- Finał Pucharu Spenglera: 2004 ze Spartą Praga
- Złoty medal mistrzostw Czech: 2006 ze Spartą Praga
- Złoty medal mistrzostw Rosji: 2007 z Mietałłurgiem Magnitogorsk
- Brązowy medal mistrzostw Rosji: 2008, 2009 z Mietałłurgiem Magnitogorsk
- Puchar Mistrzów: 2008 z Mietałłurgiem Magnitogorsk
- Srebrny medal mistrzostw Rosji: 2011 z Atłantem Mytiszczi

Indywidualne
- Ekstraliga czeska w hokeju na lodzie (2002/2003):
  - Pierwsze miejsce w klasyfikacji strzelców: 32 gole
- Ekstraliga czeska w hokeju na lodzie (2005/2006):
  - Pierwsze miejsce w klasyfikacji +/-: +25
  - Pierwsze miejsce w klasyfikacji kanadyjskiej: 54 punktów
- Puchar Mistrzów IIHF 2008:
  - Drugie miejsce w klasyfikacji kanadyjskiej turnieju: 5 punktów
  - Trzecie miejsce w klasyfikacji asystentów turnieju: 3 asysty
- KHL (2008/2009):
  - Najlepszy napastnik miesiąca: październik 2008
  - Mecz Gwiazd KHL
  - Pierwsze miejsce w klasyfikacji strzelców w sezonie zasadniczym: 35 goli (ex aequo z Pavelem Brendlem) – rekord ligi
  - Trzecie miejsce w klasyfikacji asystentów w sezonie zasadniczym: 37 asyst
  - Drugie miejsce w klasyfikacji kanadyjskiej w sezonie zasadniczym: 72 punkty
- KHL (2010/2011):
  - Najlepszy napastnik finałów o Puchar Gagarina

Wyróżnienie
- Galeria Sławy czeskiego hokeja na lodzie: 2011 (pośmiertnie)

## Śmierć i upamiętnienie
Miał żonę Lucie i syna Jana, który urodził się w czerwcu 2011.
Zginął 7 września 2011 w katastrofie samolotu pasażerskiego Jak-42D w pobliżu Jarosławia. Wraz z drużyną leciał do Mińska na inauguracyjny mecz ligi KHL sezonu 2011/12 z Dynama Mińsk. Został pochowany 16 września 2011 w rodzinnym Jindřichovym Hradcu. Na jego grobie umieszczono pomnik.
Po jego śmierci czeska federacja zastrzegła na zawsze dla reprezentantów seniorskiej kadry Czech numer 15, z jakim występował na koszulce (zastrzeżono także numery, z którymi występowali dwaj inni czescy hokeiści - ofiary katastrofy: Karel Rachůnek i Josef Vašíček). W klubach występował także z numerem 15, zaś przed sezonem 2011/2012 wybrał numer 51.
W sierpniu 2012 podczas turnieju Romazana w Magnitogorsku uczczono pamięć Marka poprzez wywieszenie trykotu z jego nazwiskiem i numerem 15 w hali klubu Mietałłurg, w którym Czech występował przez cztery sezony i zdobył m.in. mistrzostwo Rosji.
W 2012 jego imieniem i nazwiskiem nazwano ulicę w dzielnicy Pragi, Dolní Chabry.
3 kwietnia 2013 w jego rodzinnym mieście Jindřichův Hradec zorganizowano towarzyski mecz Czechy-Łotwa. Przed jego rozpoczęciem dokonano uroczystej zmiany nazwy lodowiska na „Zimní stadion Jana Marka”. Na ścianie budynku odsłonięto tablicę pamiątkową.
W tym samym czasie na ścianie lodowiska Sparty Praga, Tipsport Arena, odsłonięto tablicę pamiątkową z popiersiem Jana Marka (inicjatywę wsparł klub HC Lev Praga).
Pamięci hokeisty jest organizowany w Czechach międzynarodowy Memoriał Jana Marka dla drużyn klubowych do lat 18.